# Mastic Scum
I Mastic Scum sono un gruppo musicale deathgrind austriaco formatosi a Salisburgo nel 1992.

## Formazione
- Maggo Wenzel - voce (2008-presente)
- Harry Gandler - chitarra (1992-presente)
- Alexander Schmid - basso (2010-presente)
- Man Gandler - batteria (1992-presente)

## Discografia

### Album in studio
- 1996 - Fake/Free Off Pain (split album con Fleshless)
- 1997 - 3 Way Split Tape (split con Nuclear Grinder e Cripple Bastards)
- 1999 - Zero
- 2001 - Dawn in The Rotting Czech/Reek (split album con Haemorrhage)
- 2002 - Scar
- 2005 - Mind
- 2009 - Dust
- 2013 - CTRL
- 2016 - Rage
- 2022 - Icon

### Album dal vivo
- 1996 - Live

### Raccolte
- 2007 - The EPs Collection 1993-2002
- 2019 - Tape

### Demo
- 1994 - Demo

### EP
- 1993 - Ephemeral Cerebral Butchery
- 1995 - Tilt
- 1996 - Riot/Sick Sinus Syndrome (split EP con Malignant Tumour)
- 1997 - Fear/Blockheads (split EP con Blockheads)
- 1998 - Rape/Clitto's Special Hits Cover '99 (split album con Clotted Symmetric Sexual Organ)
- 2002 - Seeds of Hate/Crap (split EP con Rotten Sound)
- 2017 - Real Life Disconnection/Defy (split EP con Headcleaner)